# Športna dvorana Poden
Športna dvorana Poden je osrednji športni objekt v občini Škofja Loka. Dvorana je bila zgrajena leta 1981 in sprejme približno 1,000 gledalcev. 
Dvorana je namenjena šolski športni vzgoji, športni vadbi in tekmovanjem v košarki, rokometu, odbojki, namiznemu tenisu, plesu, kegljanju, floorballu, športni rekreaciji, fitnes programom in kulturno-zabavnim prireditvam.

## Prostori v objektu
- glavna dvorna
- mala dvorana
- mini dvorana za ples
- dvorana za aerobiko
- namiznoteniška dvorana
- fitnes
- kegljišče

### Velikost
1. Neto tloris dvorane - 4610 m²

## Naslov
Podlubnik 1C, 4220 Škofja Loka